# Добрила Главинић Кнез-Милојковић
Добрила Главинић Кнез Милојковић (1900 — 1987) била је српска новинарка, друштвена и хуманитарна радница.

## Биографија
Рођена је у Београду 1900. године, од оца Добросава и мајке Косаре. Њен отац, Добросав Кнез Милојковић, био је први српски државни хемичар, писац српске фармакопеје, дугогодишњи управник државне хемијске лабораторије у Београду, угледни јавни радник и новинар. Добрила Главинић порекло води од чувеног нахијског кнеза и судије Кнез-Милојка из Алексинца који се посебно истакао у ослободилачким ратовима. Посебно је истакнут његов значај у снабдевању народа муницијом и ослобођење Србије од Турака, те припајање алексиначког, крушевачког, зајечарског и књажевачког округа Србији.
Мајка јој је рођена у Београду, као ћерка Живане и Михајла Костића „Албанеза“, чији је предак држао кафану Албанија на Теразијама. Како јој је мајка рано умрла, Добрила је остала сироче. Одрасла је код тетке, очеве рођене сестре и тече Јована Несторовића, државног саветника, чија је кућа, која се налази у Ресавској улици број 27, била позната по свом гостољубљу. У тој старинској кућици са велелепном баштом у којој је још из детињства обожавала и неговала најлепше руже, скупљао се највиђенији и најпознатији београдски свет.
Основну школу завршила је у Београду, а гимназију у Швајцарској. Наставу је похађала на немачком језику који је одлично савладала, а знање тог језика ће се нешто касније испоставити као веома значајно. Поред немачког, учила је и француски и италијански језик. Студирала је Социјалну женску школу у Луцерну. Поред ове школе, студирала је и музичку односно сликарску школу у Швајцарској.
Након завршених школа у иностранству, Добрила се враћа у Србију. Убрзо упознаје Милана Главинића са којим се венчава 1923. године, али са којим није имала деце. Милан Главинић је син Константина Косте Главинића, инжењера и професора Велике школе. Историјат породице Главинић сеже све до средине 18. века, а сви чланови ове угледне породице играли су врло значајну улогу у културном животу Србије. По повратку у свој родни град и по удаји, Добрила се укључује у јавни живот Србије. Њена друштвена и хуманитарна активност обележиће њен живот и њеном имену обезбедити траг у историји српског народа.
Захваљујући Добрили, данас се у Породичном фонду Главинић, који је похрањен у Историјском архиву Београда, чува албум са веома вредним фотографијама, како породичним, тако и оним које је Добрила сликала на разним друштвеним догађајима, поставши тако својеврсни хроничар друштвеног и културног живота Београда почетком и у првим деценијама 20. века. Иако се може рећи да је удајом учврстила свој углед у друштву, свакако се може рећи да је она тај углед и заслужила ако се има у виду да је њен прадеда чувени Кнез-Милојко, а отац Добросав први Србин који је у Бечу докторирао фармакологију, а да је њена тетка по оцу позната српска књижевница Јелена Ј. Димитријевић, са којом је све до смрти књижевнице имала веома присне односе.

## Хуманитрани рад
Током свог радног века била је секретар друштва „Књегиња Љубица“. Ту дужност обављала је веома савесно и предано, посебно помажући раду на обнављању српских светиња. Тако је забележено да је Добрила радила на подизању „Дома милосрђа“ и цркве у Штимљу. Истовремено, постаје и велики добротвор друштва „Књегиња Љубица“, а оснивач је и друштва „Књегиња Љубица“ у Алексинцу, те сарадник на довршењу Самодрже цркве на Косову и цркве у Урошевцу. С обзиром на то да је Добрила била надарена за сликање, а притом и школована сликарка, она је 1923. године дошла на идеју да организује изложбу својих радова, а да новац од купљених слика поклони у добротворне сврхе, и то једном ђачком склоништу у Штимљу на Косову. Да је та изложба била од великог значаја и вредна помена, потврђује и податак да је том догађају присуствовао краљ Александар Карађорђевић и тадашњи председник Скупштине Др Иван Рибар.
У богатој биографији Добриле Главинић-Кнез Милојковић записано је да је била и: председница Одбора госпођица „Кола српских сестара“, секретар и потпредседница секције „Југословенског женског савеза“ за Београд, потпредседница Одбора „Девојака за васпитање и заштиту деце“, члан Управе „Просвете“, затим „Средњошколске матице ратничке сирочади“, „Југословенске Матице“, „Материнског удружења“, „Лиге жена за мир и слободу“, „Једноте свесловенске жене“, секретар и члан управе Дома ученица, члан управе старешинства Соколског друштва „МАТИЦА“ Београд, Удружења „Домаћица и матера“, Женског покрета, Друштва за заштиту животиња „Цвијета Зузорић“, члан Француског клуба, члан Пољске и чехословачке лиге...

## Публицистички и новинарски рад
Публицистички и новинарски рад Добриле Главинић такође је вредан пажње. И у тој сфери, Добрила се показала као веома образована и начитана жена, добра новинарка и уредница. Објавила је низ чланака и студија о многим социјалним, културним и националним питањима посматрајући проблем нашег друштва и живот нашег народа, са љубављу и дубоким познавањем наше историје, специфичних одлика, прегнућа и циљева. На том послу несебичном и преданом, Добрила Главинић показала је пуно иницијативе, ерудиције и познавање психологије и менталитета нашег народа.Своје радове штампала је скоро у свим дневним новинама и књижевним часописима. Била је уредник многих наших угледних листова. Међу њима су и часописи: „Жена и свет“, Женски свет“, „Илустроване новине“, као и дневни листови „Правда“ и „Време“. Почела је да пише још у раној младости, док је живела у Швајцарској. Први свој чланак објавила је 1916. године и то на немачком језику који је одлично говорила („Vergissmeinicht“). Нарочито су запажене њене расправе о „Улози жена у политици“. Залагала се за напредно образовање жена, али не и за њену претерано брзу и потпуну еманципацију. Сматрала је да жена мора постепено да се васпитава, социјално, просветно, културно, па тек онда политички. Залагала се свим срцем за одржавање мира у свету, јер је била уверена да једна жена може много да допринесе питању мира. Држала је многа предавања на те теме и то преко радија, на јавним местима и путем штампе.